# Shitalá

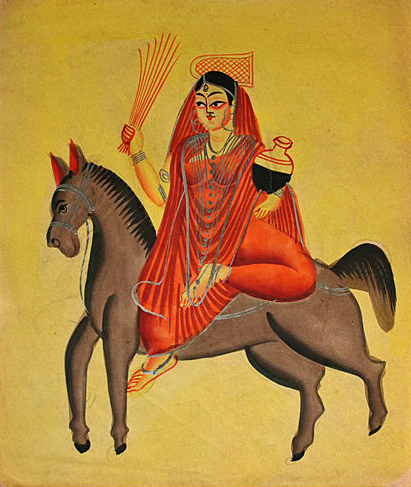
Representación de Shitala Devi, diosa de la viruela.

En el marco del hinduismo, Shitala es el nombre de la diosa de la viruela.

## Leyenda
Los hinduistas creen que cada vez que Shitalá se mueve, se caen unos granos del cesto que lleva sobre su cabeza y que cada grano se convierte en una pústula de la viruela.
Las víctimas de la enfermedad sobrevivían si la diosa había lavado los granos derramados con agua del cántaro que llevaba en una de sus manos, pero fallecían si Shitalá blandía la escoba que sostenía en la otra mano.

## La viruela en el hinduismo
La viruela forma parte de las pāpároga (‘enfermedades de pecado’), que es como se llama en sánscrito a cualquier enfermedad (roga: ‘quiebre de la fuerza’), que se considera un castigo por los pecados (papa) cometidos en vidas pasadas).

### Shitalá y la OMS
Durante las jornadas de vacunación contra la viruela que realizó la OMS (Organización Mundial de la Salud), que en los años setenta destruyó la viruela en todo el mundo, salió a relucir la creencia en esta diosa (antes más o menos desconocida por los occidentales, a diferencia de los dioses Vishnú o Shivá).
Los hinduistas en general rechazaban la vacuna porque creían que esta enfermedad mortal era una bendición enviada por la diosa Shitalá.
Otros se oponían porque algunos medios de difusión habían propagado la información falsa de que las vacunas se obtenían matando vacas, lo cual va en contra de la religión hindú.
En realidad la vacuna se hacía a partir de un cultivo de viruela vacuna, más débil que la viruela humana.

En esa época, los enfermos de viruela eran adorados en la India como elegidos por la diosa, por lo que sus parientes y amigos acudían desde lugares lejanos para rendirles homenaje, con lo que se facilitaba el contagio de la enfermedad.
En la actualidad, los hindúes que sufrieron viruela cuando eran niños y que sobrevivieron, asisten hoy a los templos de Shitalá Matá para rendirle oraciones y ofrendas de flores y alimentos.

## Popularidad
Existen muchos templos dedicados al culto de Shitalá Mata (la Madre Fría).

## Nombre sánscrito
- śītalā, en el sistema AITS (alfabeto internacional para la transliteración del sánscrito).[3]
- शीतला, en escritura devanagari del sánscrito.[3]
- Pronunciación:
  - [shitalá] en sánscrito[3] o bien
  - [shitála] o [shitál] en varios idiomas modernos de la India (como el hindí, el maratí o el palí).
  - [shitól] en idioma bengalí,

### Etimología sánscrita
śītalā
- viruela, en inglés small-pox
- la diosa que inflige la viruela.
- arena
- una vaca roja
- Pistia stratiotes
- kuṭumbinī y ārāma-śītalā

śītala
- frío, fresco, refrescante.
  - śītala-jala significa ‘agua fría’, por ejemplo.
- escalofriante, congelante.
- frío (libre de pasiones), calmado, gentil.
- que no excita las emociones, que no causa sentimientos dolorosos.[4]
- viento
- la Luna, que se considera refrescante en sí misma debido a que en las noches de luna (sin nubes) la Tierra elimina rápidamente el calor de su superficie (debido a la falta de efecto invernadero que generan las nubes); entonces los hindúes creen que es la luna la que genera la frescura.
- Cordia myxa
- Michelia champaka
- asana-parṇī (la planta Marsilea quadrifolia)
- un tipo de alcanfor.
- la resina de la Shorea robusta.
- sulfato verde de hierro.
- bitumen.
- una ceremonia religiosa que se observa cuando el Sol entra en Aries.
- nombre del 10.º arjat del actual avasarpiṇī.[5]
- viruela.
- frío, frialdad, invierno.
- sándalo (cuya pasta se considera refrescante en contacto con la piel).
- loto.
- Costo (planta de nombre científico Costus speciosus o Costus arábicus.
- la raíz del Andropogon muricatus.
- una perla.

masūrikā
- lenteja (urad dal).
- erupción con pústulas con forma de lenteja, viruela.[6]
- cortina para mosquitos.
- prostituta